# Islamiska utvecklingsbanken

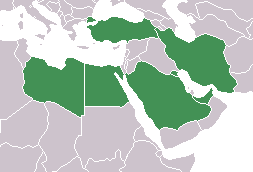
Karta där de grönmarkerade länderna är de med flest aktieägare.

Islamska utvecklingsbanken (även känd som IsDB), är ett multilateralt utvecklingsbank och finansinstitut beläget i Jidda, Saudiarabien. Utvecklingsbanken grundades 18 december 1973 vid första mötet för Islamiska konferensorganisationen (IKO) av de deltagande finansministrarna. Banken började officiellt sin verksamhet den 20 oktober 1975 (islamsk tideräkning: 15 Shawwal 1395 AH). Det finns 54 aktieinnehavare vilka alla är medlemsstater i Islamiska konferensorganisationen.
Den Islamska utvecklingsbanken agerar även som observatör åt Förenta nationerna (FN).
Bankens officiella språk är arabiska men då engelska och franska är världens främsta affärsspråk talas även dessa språk inom organisationen. Banken har som valutabas valt Dinar och har som räkenskapsår valt att följa den islamska kalendern även kallad hijrakalendern som baseras efter månrörelser och har fler dagar i sitt år än den västerländska Gregorianska kalendern.

## Medlemmar
Medlemskap kan i princip alla stater få som är medlemmar i Islamiska konferensorganisationen.
Härunder presenteras en del av medlemmarna:
| Afghanistan  | Afghanistan  |
| Bahrain      | Bahrain      |
| Bangladesh   | Bangladesh   |
| Benin        | Benin        |
| Brunei       | Brunei       |
| Burkina Faso | Burkina Faso |

| Djibouti      | Djibouti      |
| Gabon         | Gabon         |
| Gambia        | Gambia        |
| Guinea        | Guinea        |
| Guinea-Bissau | Guinea-Bissau |
| Iran          | Iran          |

| Jemen    | Jemen    |
| Kuwait   | Kuwait   |
| Malaysia | Malaysia |
| Mali     | Mali     |
| Niger    | Niger    |
| Nigeria  | Nigeria  |

| Oman         | Oman         |
| Pakistan     | Pakistan     |
| Qatar        | Qatar        |
| Senegal      | Senegal      |
| Sierra Leone | Sierra Leone |
| Somalia      | Somalia      |

| Sudan        | Sudan        |
| Togo         | Togo         |
| Turkmenistan | Turkmenistan |
| Uganda       | Uganda       |
| Uzbekistan   | Uzbekistan   |